# Новострільцівка
Новострільці́вка — село в Україні, у Міловській селищній громаді Старобільського району Луганської області. Населення становить 926 осіб.
Село постраждало внаслідок геноциду українського народу, вчиненого урядом СРСР у 1932—1933 роках, кількість встановлених жертв — 64 людини.

## Населення
За даними перепису 2001 року населення села становило 926 осіб, з них 54,64 % зазначили рідною мову українську, 41,47 % — російську, а 3,89 % — іншу.

## Також
- Перелік населених пунктів, що постраждали від Голодомору 1932-1933, Луганська область